# Plecia forcipata
Plecia forcipata är en tvåvingeart som beskrevs av Osten Sacken 1881. Plecia forcipata ingår i släktet Plecia och familjen hårmyggor. Inga underarter finns listade i Catalogue of Life.